# Morland, Kansas
Morland är en ort i Graham County i Kansas. Vid 2010 års folkräkning hade Morland 154 invånare.